# 持田製薬
持田製薬株式会社（もちだせいやく、英語: MOCHIDA PHARMACEUTICAL CO.,LTD.）は、東京都新宿区に本社を置き、主に医療用医薬品を開発・製造・販売する東証プライム市場上場企業である。

## 事業領域

### 医薬品事業
循環器、救急、産婦人科、皮膚科の4領域を中心とした医療用医薬品の販売を行っている。
- アテディオ - シルニジピンとバルサルタンの合剤。高血圧治療薬。
- トラムセット - アセトアミノフェンとトラマドールの合剤。鎮痛薬。ヤンセンファーマとのコ・プロモーション。
- レクサプロ - 選択的セロトニン再取り込み阻害薬(SSRI)、第3世代抗うつ薬
- エパデール - イコサペント酸エチル Ethyl eicosapentaenoic acid （エイコサペンタエン酸とも）、高脂血症治療剤・閉塞性動脈硬化症治療薬。
- アテレック - 持続性Caチャネル阻害薬、高血圧治療薬
- ミラクリッド - 膵炎・ショック治療剤
- アラセナ-A - 抗ヘルペスウイルス剤
- スプレキュア - GnRH誘導体製剤
- グランダキシン - 自律神経調整剤
- トロンビン - 止血剤（凝固因子）
- ロコルナール - 循環機能改善剤
- ノボ・ヘパリン - 血液凝固阻止剤
- IFNβモチダ - 天然型インターフェロン製剤
- ディナゲスト - プロゲステロン製剤子宮内膜症治療剤
- フロリード - 真菌治療剤

### 医療機器事業
- 2002年12月に分社化し、持田シーメンスメディカルシステムに移管している。

### ヘルスケア事業
2004年4月1日に、持田ヘルスケアに移管した。皮膚科学に基づいて、敏感肌にやさしいスキンケア製品（化粧品、石鹸など）を開発している。
コラージュや、薬用シャンプー「フルフル」のブランドがよく知られている。

## 沿革
- 1913年2月 - 創業者持田良吉、持田商会薬局開業
- 1918年2月 - 持田製薬所創設
- 1945年4月28日 - 持田製薬株式会社設立
- 1963年5月 - 東京証券取引所第二部に上場
- 1975年11月 - 東京証券取引所第一部に指定替え
- 1983年10月 - 財団法人持田記念医学薬学振興財団設立

## 事業所
- 本社（東京都新宿区）
- 支店：札幌、仙台、東京、東京第二、首都圏（横浜）、名古屋、京都、大阪、広島、福岡
- 営業拠点：旭川、函館、青森、秋田、盛岡、郡山、新潟、高崎、宇都宮、水戸、土浦、千葉、松戸、埼玉、川越、多摩、厚木、静岡、浜松、松本、甲府、北陸、大阪北、堺、神戸、高松、松山、高知、徳島、岡山、米子、山口、北九州、大分、長崎、熊本、宮崎、鹿児島、沖縄
- 藤枝事業所・製剤研究所（静岡県藤枝市）
- 創薬研究所・開発研究所（静岡県御殿場市）
- 配送センター：東京（埼玉県八潮市）、大阪（大阪府茨木市）

## 関連会社
- 持田ヘルスケア株式会社 - ヘルスケア事業
- 持田製薬工場株式会社 - 医薬品の受託製造
- 持田製薬販売株式会社 - 後発医薬品の開発・販売
- 株式会社テクノネット
- 公益財団法人持田記念医学薬学振興財団 - 主に医薬、薬学の研究に対して助成を行う。

## 提供番組
- にじいろジーン（関西テレビ、2019年10月 - ）